# 隐峰镇
隐丰镇，是中华人民共和国四川省德阳市什邡市曾经下辖的一个镇。2019年12月，撤销隐峰镇，将其所属行政区域划归马井镇管辖。

## 行政区划
隐丰镇撤销前下辖以下地区：
场镇社区、寿增村、福泉村、黄龙村、湔江村、万和村、欢喜村、新建村、忠元桥村、庆云村和杨寨村。

## 參看
- 四川省德阳市什邡市隐峰镇  邮编